# 短鰭原飛魚
短鰭原飛魚（学名：Prognichthys brevipinnis），又名短鰭真燕鰩、飛烏、短鰭燕飛魚，为飛魚科真燕鰩屬(燕飛魚屬)下的一个种。